# Max Bertuch
Max Bertuch (geboren am 28. Juni 1890 in Frankfurt am Main, Deutsches Reich; gestorben 1943 im KZ Majdanek) war ein deutscher Librettist, Bühnenautor, Dirigent und Operettenkomponist.

## Leben und Wirken
Der Sohn eines Musikers erhielt seine Ausbildung am Hoch‘schen Konservatorium seiner Geburtsstadt Frankfurt. Anschließend arbeitete er als Autor von Bühnenstücken bzw. Komponist von Operetten; sein erstes bekanntes Werk wurde 1915 die Operette Die Liebesfahrt. Nebenbei wirkte Bertuch bereits zu dieser Zeit als Kapellmeister des Hanauer Stadttheaters. Auch später trat er vor allem als Kapellmeister bzw. Dirigent von Operetten in Erscheinung, als Festangestellter (wie beispielsweise in Halle) ebenso wie als gastierender Künstler. Darüber hinaus beteiligte er sich an diversen zu Bühnenstücken verarbeiteten literarischen Werken (zum Beispiel 1929 zu Liebling adieu, 1930 bei Eduard Künnekes Operette Glückliche Reise, die 1933 verfilmt werden sollte und 1932 zu Madonna, wo bist Du?, das als Vorlage zum 1933 uraufgeführten Filmlustspiel Sag’ mir, wer Du bist diente). Am Neuen Theater in Frankfurt wurde in der Spielzeit 1931/32 Bertuchs kurz zuvor entstandenes, dreiaktiges, musikalisches Lustspiel Ist das nicht nett von Colette? erstaufgeführt.
Obwohl als Jude seit der Machtergreifung 1933 in Deutschland verfemt, wurden Bertuchs Werke bis 1940 noch gespielt. Bertuchs Ehefrau gelang zwar bereits im April 1939 die Ausreise in die USA; der Versuch ihres Gatten, ihr zu folgen, misslang hingegen. In Frankreich gestrandet, wurde er bei Kriegsausbruch 1939 aus „feindlicher Ausländer“ zunächst interniert und im südfranzösischen Lager Les Milles festgehalten. Dort führte Max Bertuch noch im September 1939 Regie bei der Aufführung des Stückes Im nicht ganz weißen Rössel. Am 17. November 1942 überstellte man ihn vom Internierungslager Camp de Rivesaltes in das Durchgangslager Camp de Gurs und von dort am 3. März 1943 mit dem Konvoi Nr. 51 in das Vernichtungslager Majdanek, wo Max Bertuch mutmaßlich kurz nach seiner Ankunft ermordet wurde. Sein Name wurde auf der Gedenktafel der Städtischen Bühnen in Frankfurt verewigt.